# Hagija Sofija, İznik
Hagija Sofija (dob. »sveta modrost«; starogrško Ἁγία Σοφία, latinizirano: Hagía Sophía; turško Ayasofya) v İzniku (Nicea) v provinci Bursa v Turčiji je bila zgrajena kot bazilikalna cerkev iz bizantinskega obdobja. Po osmanskem osvajanju so jo preuredili v Orhanovo mošejo (turško Orhan Camii), leta 1935 pa so jo spremenili v muzej. Cerkev je zdaj spet v službi kot mošeja. Stoji v središču mesta İznik, znotraj starega obzidanega območja.

## Zgodovina
Prva cerkev, zgrajena na tem mestu, je bila zgrajena v 4. stoletju. Tukaj je bil prvi koncil v Nikeji leta 325. Cerkev je bila pozneje obnovljena pod pokroviteljstvom cesarja Justinijana I. sredi 6. stoletja. Leta 787 je gostil drugi koncil v Nikeji, ki je uradno končal prvo obdobje bizantinskega ikonoklazma. Cerkev iz Justinijanove dobe je uničil potres v 11. stoletju, sedanja stavba pa je bila postavljena okoli leta 1065 nad ruševinami starejše.
Cerkev Hagije Sofije je bila spremenjena v Orhanovo mošejo po padcu Nikeje v roke Osmanskih Turkov, ki jih je vodil Orhan Ghazi leta 1331. Nadaljevala je z delovanjem kot mošeja do leta 1935, ko je bila pod režimom Mustafe Kemala Atatürka določena za muzej. Novembra 2011 je bila ponovno spremenjena v mošejo.

## Arhitektura
Sedanja bazilikalna stavba, ki večinoma izvira iz leta 1065 obnove cerkve, je sestavljena iz osrednje ladje z dvema stranskima ladjama. Pred prezidavo pod Osmani je imela cerkev dve vrsti trojnih arkad na stebrih, ki so nosili svetlobno nadstropje s petimi okni. Po pretvorbi stavbe v mošejo v 14. stoletju so jo prenovili, med drugim dodali mihrab. Med vladavino Sulejmana Veličastnega v 16. stoletju je bila cerkev po katastrofalnem požaru obnovljena in zgrajen minaret. Arhitekt Mimar Sinan je bil približno v tem času tudi naročen za oblikovanje okraskov, ki bodo krasili stene mošeje.
Obnova (ali ponovna gradnja) takšne zgodovinske cerkve, da bi jo lahko ponovno uporabili kot mošejo, je bila – in ostaja – zelo sporna. Delo je potekalo med letoma 2007 in 2011.

## Galerija
- Pred Hagijo Sofijo v İzniku
- Zunanjost Hagije Sofije v İzniku
- Opus sectile nadstropje na vhodu v Hagijo Sofijo v İzniku
- Notranjost Hagije Sofije v Izniku
- Sintronon v koru Hagije Sofije v İzniku
- Pogled na sekundarno kupolo v Hagiji Sofiji v İzniku
- Freska v Hagiji Sofiji v İzniku